# Annalise Basso

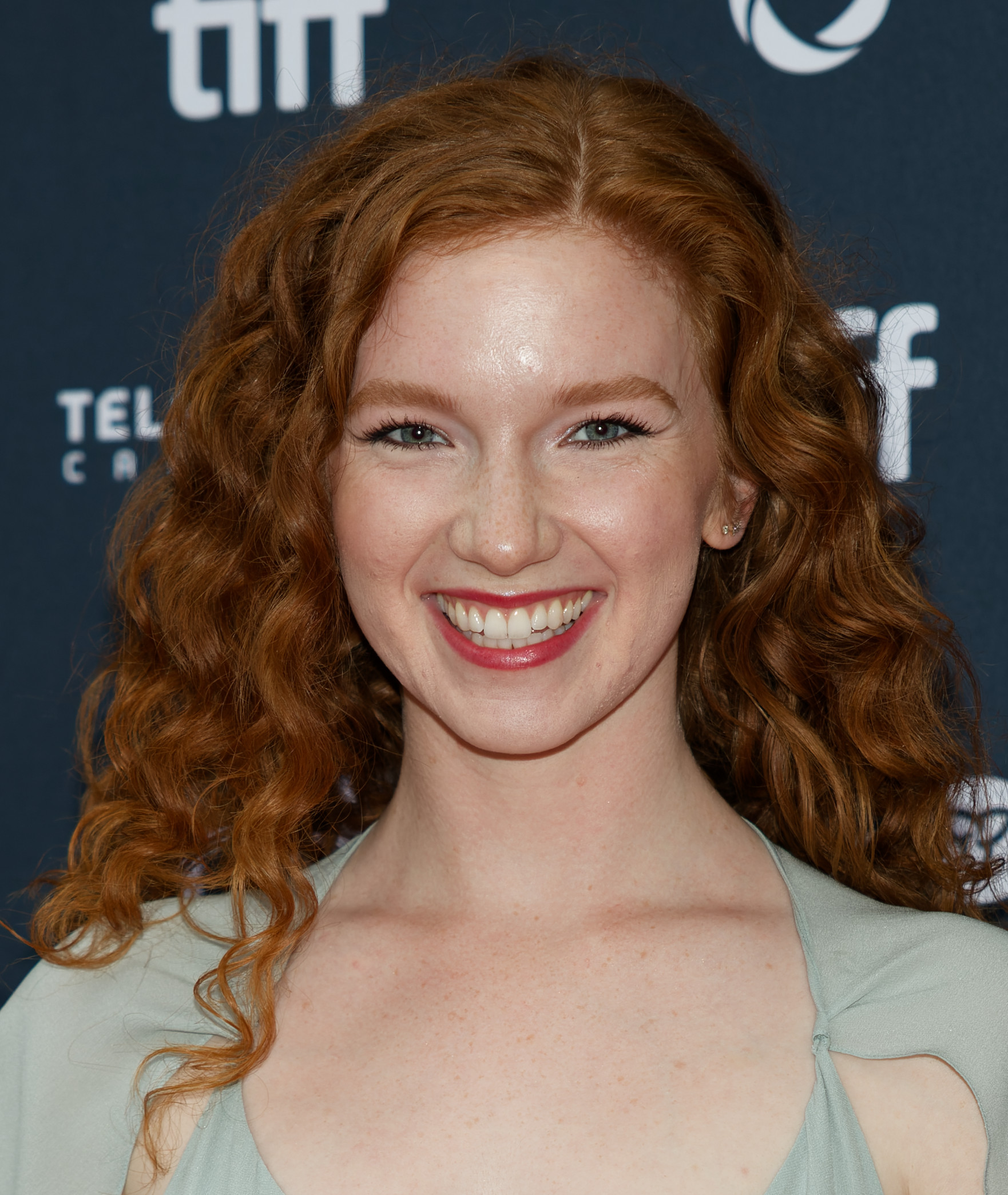
Annalise Basso (2024)

Annalise Nicole Basso (* 2. Dezember 1998 in St. Louis, Missouri) ist eine US-amerikanische Schauspielerin und Model.

## Leben
Basso wurde in St. Louis, Missouri, als Tochter von Louis J. Basso und Marcie Basso geboren. Sie hat zwei Geschwister namens Gabriel Basso und Alexandra Basso. Sie absolvierte die Campbell Hall School in Studio City, Los Angeles. Seit 2007 war sie in mehr als 30 Film- und vor allem Fernsehproduktionen zu sehen. In den Jahren 2020 bis 2022 übernahm sie eine tragende Rolle in der Serie Snowpiercer.
Zwei Mal war sie für den Young Artist Award nominiert. Bei den Screen Actors Guild Awards 2017 war sie gemeinsam mit dem übrigen Cast in der Kategorie Bestes Schauspielensemble in einem Film nominiert.

## Filmografie (Auswahl)
- 2007: Ghost Image
- 2008: Desperate Housewives (Fernsehserie, Episode 5x09)
- 2008: Bedtime Stories
- 2009: Love Takes Wing (Fernsehfilm)
- 2009: Dark House
- 2009: Lie to Me (Fernsehserie, Episode 1x10)
- 2009: True Blood (Fernsehserie, Episode 2x02)
- 2009: Alabama Moon – Abenteuer Leben (Alabama Moon)
- 2009: Three Rivers Medical Center (Fernsehserie, Episode 1x07)
- 2009: Are You Smarter than a 5th Grader? (25 Episoden)
- 2010: Alice im Wunderland
- 2010: Childrens Hospital (Fernsehserie, Episode 2x01)
- 2011: Bones – Die Knochenjägerin (Bones, Fernsehserie, Episode 6x23)
- 2011: Parks and Recreation (Fernsehserie, Episode 4x04)
- 2012: New Girl (Fernsehserie, Episode 1x21)
- 2012: Nikita (Fernsehserie, Episode 3x02)
- 2013: Standing Up
- 2013: Oculus
- 2014–2015: The Red Road (Fernsehserie, 8 Episoden)
- 2015: Constantine (Fernsehserie, Episode 1x13)
- 2016: Captain Fantastic – Einmal Wildnis und zurück (Captain Fantastic)
- 2016: Ouija: Ursprung des Bösen (Ouija: Origin of Evil)
- 2016: Cold (Fernsehserie, 10 Episoden)
- 2017: The Good Time Girls (Kurzfilm)
- 2018: Philip K. Dick’s Electric Dreams (Electric Dreams, Fernsehserie, Episode 1x09)
- 2018: Nostalgia
- 2018: Slender Man
- 2018: Ladyworld
- 2019: V.C. Andrews' Heaven (Fernsehserie, 3 Episoden)
- 2020–2022: Snowpiercer (Fernsehserie, 28 Episoden)
- 2020: The Bloodhound
- 2024: The Life of Chuck